# یاسین خسروی
یاسین خسروی ملی پوش تیم پرتاب وزنه کلاس f۵۷ ایران و رکورد دار جهان است. یاسین خسروی ورزشکار اهل شهر بانه‌وره شهرستان پاوه در استان کرمانشاه است.

## مسابقات

### پارالمپیک
- مسابقات پارالمپیک پاریس - ۲۰۲۴ -  طلا - ثبت رکورد ۱۵.۹۴ متر[۱]

### پارادوومیدانی قهرمانی جهان
خسروی در سال ۱۴۰۳ (۲۰۲۴ م) موفق به کسب مدال طلای پارا دوومیدانی قهرمانی جهان در ژاپن شد.

### سایر
- مسابقات بین‌المللی گرند پری فزاع ۲۰۲۳ امارات - طلا - رکورد ۱۵.۴۶ متر [۳]

### پارا آسیایی
- مدال طلا با ثبت رکورد ۱۶ متر در بازی‌های پاراآسیایی ۲۰۲۲ (هانگژو)[۴]

## زندگی شخصی و حرفه ای
خسروی در روستای بانه وره پاوه زندگی می کند. به دلیل عشق وافر به فوتبال در سال های ۱۳۹۰ الی ۱۳۹۴ به این ورزش روی آورد. خسروی به توصیه مسئولان هیات ورزش جانبازان و معلولان کرمانشاه وارد رشته پرتاب وزنه شد و تجهیزات و وسایل لازم برای تمرین را از هیات ورزش جانبازان و معلولان کرمانشاه دریافت کرد. وی با اینکه دامدار بود و هر روز گله را به کوه و کمر می‌برد، حدود یک ساعت را به شهر پاوه می‌رفت تا در آنجا زیر نظر نامق شریفی (مربی بدنسازی‌) تمرین کند.